# 월간 소년 시리우스
《월간 소년 시리우스》(月刊少年シリウス げっかんしょうねんシリウス[*], MONTHLY SHONEN SIRIUS)는 고단샤(강담사)에서 발행되는 일본의 월간 소년 만화 잡지로 2005년 5월 26일 창간되었다. 발매일은 매월 26일.

## 개요
2005년부터 「괴물왕녀」 같은 작품이 연재되어 왔으며 현재는 「장국의 알타이르 」, 「전생했더니 슬라임이었던 건에 대하여」 등의 작품들이 연재되면서 인기를 얻고 있는 한편 「일하는 세포」 등의 작품은 미디어 믹스를 통해 인기를 유지하고 있는 반면 「전생했더니 슬라임이었던 건에 대하여」의 경우에는 본지에 본편과 스핀오프작이 동시연재되기도 한다.